# گیلبرت استوارت
گیلبرت استوآرت (انگلیسی: Gilbert Stuart; ۳ دسامبر ۱۷۵۵ – ۹ ژوئیهٔ ۱۸۲۸) یک نقاش اهل ایالات متحده آمریکا بود.

## نگارخانه

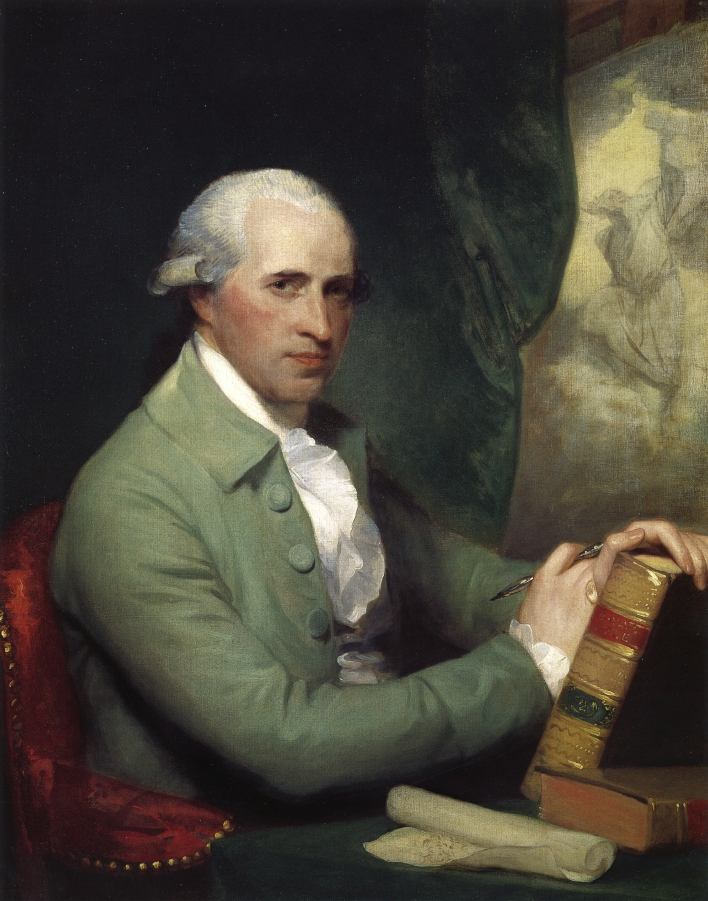
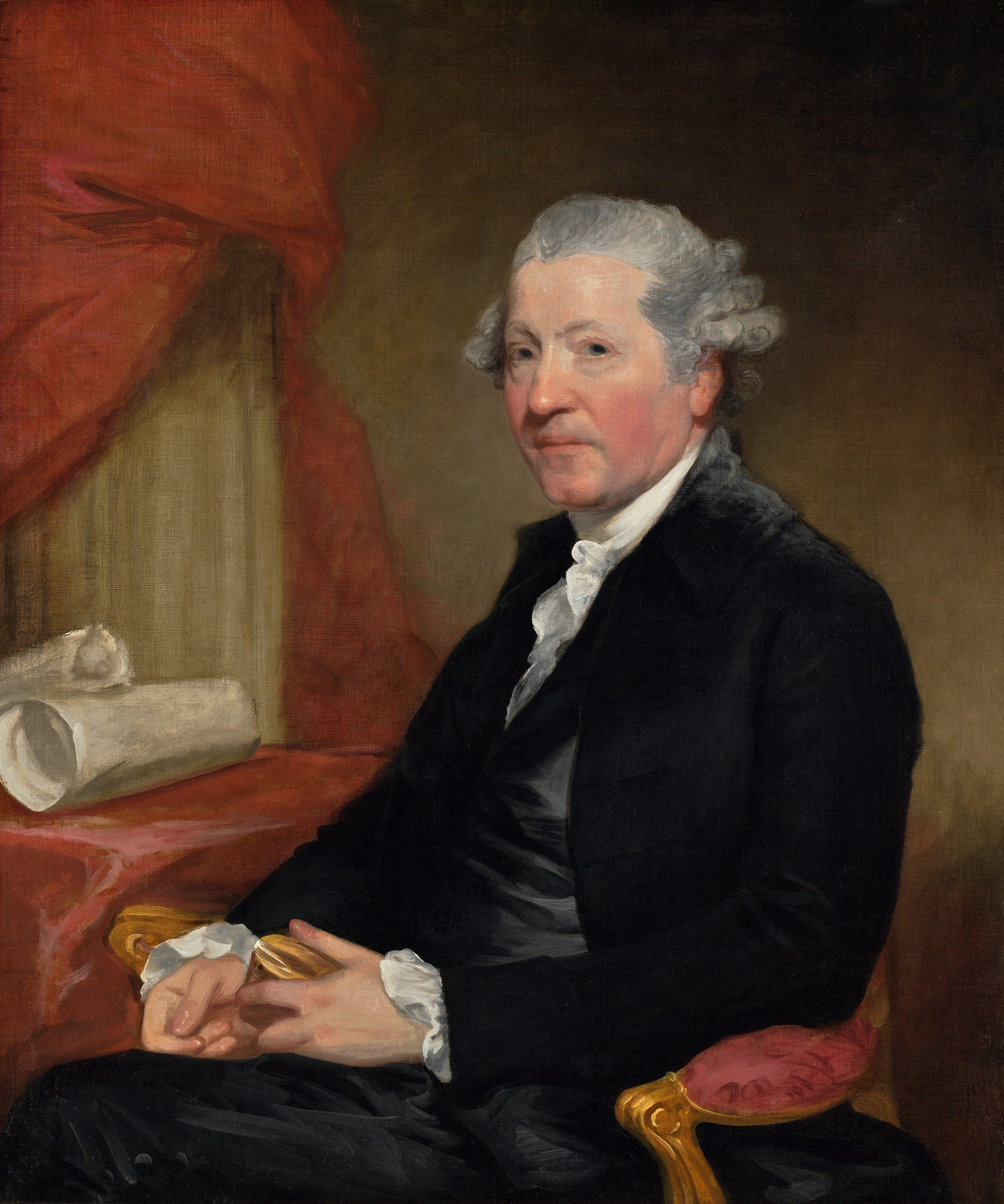
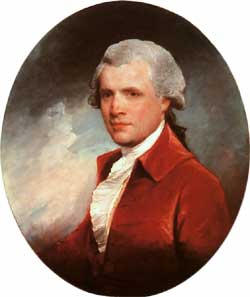
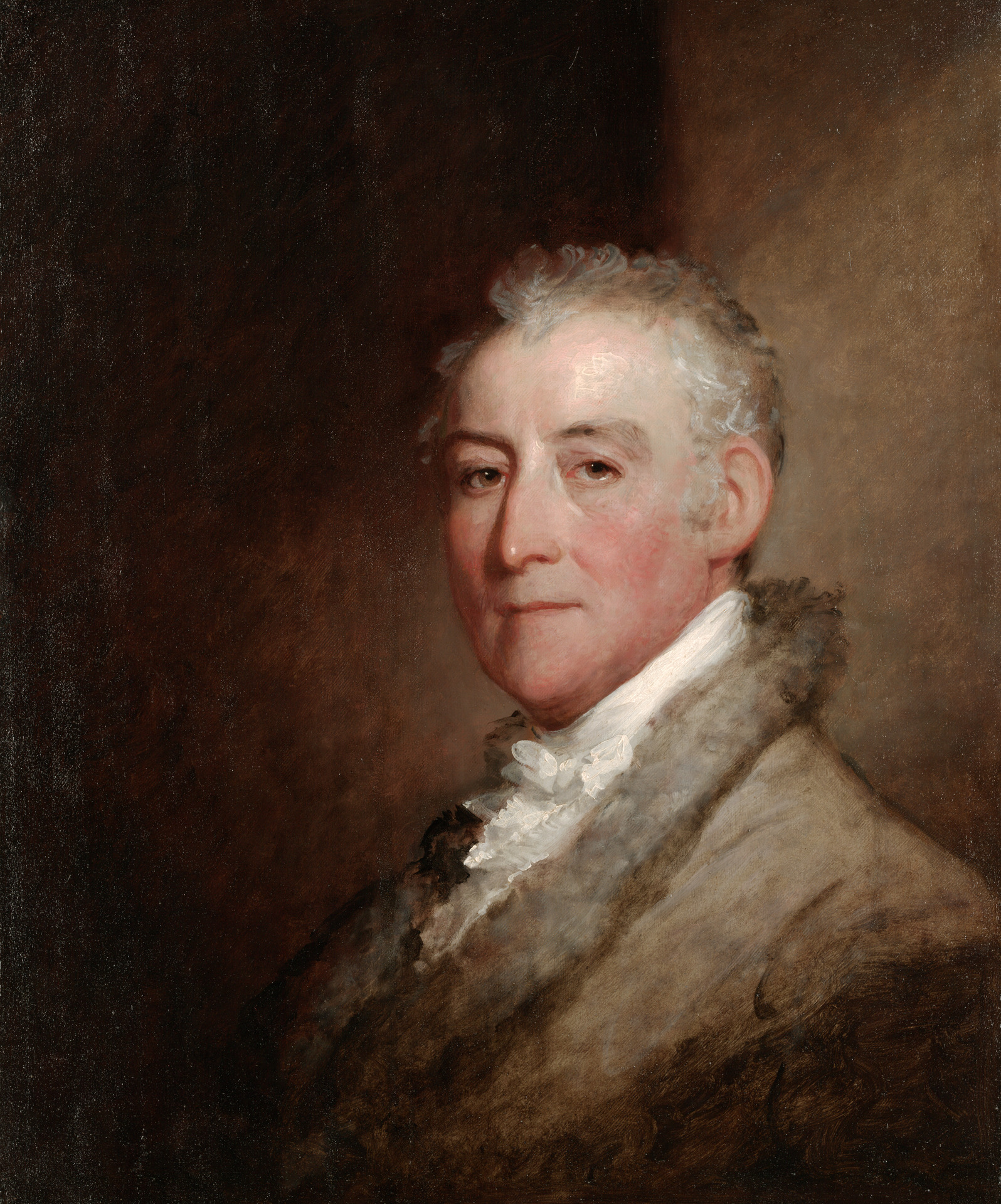
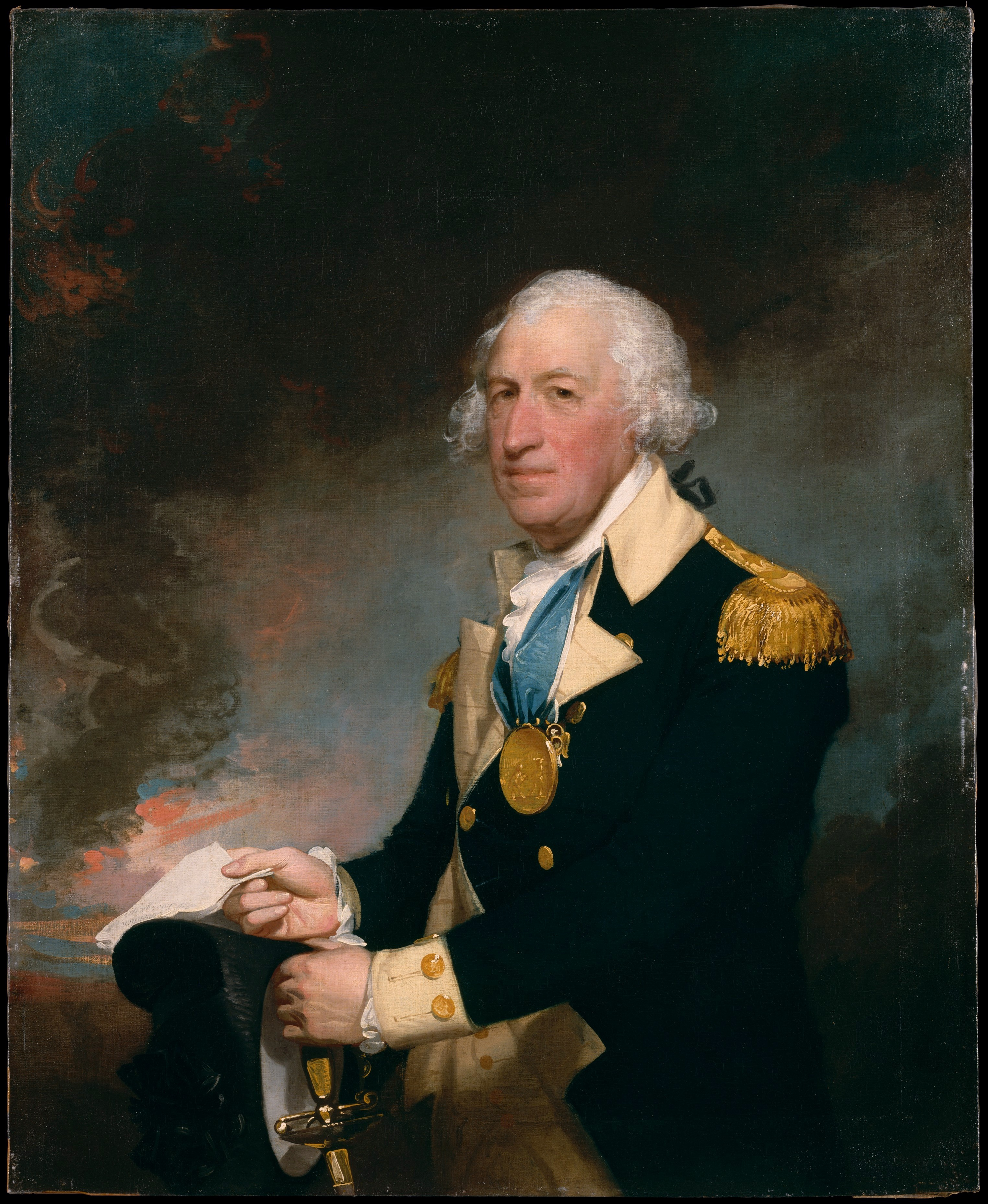
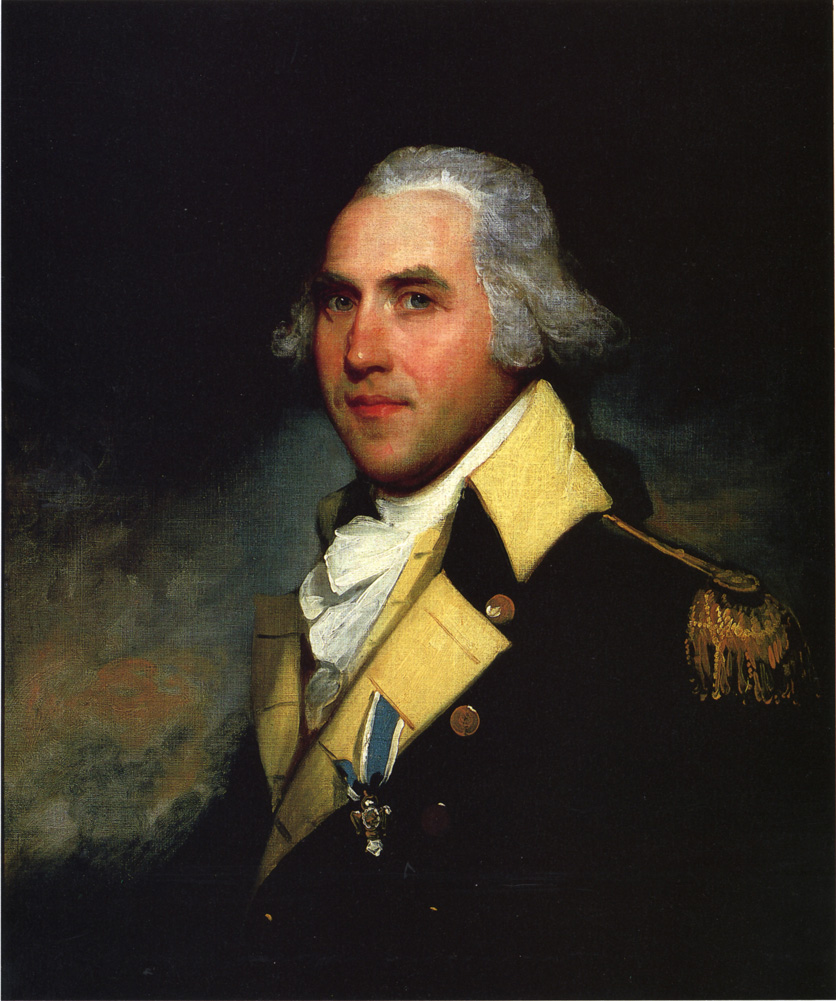
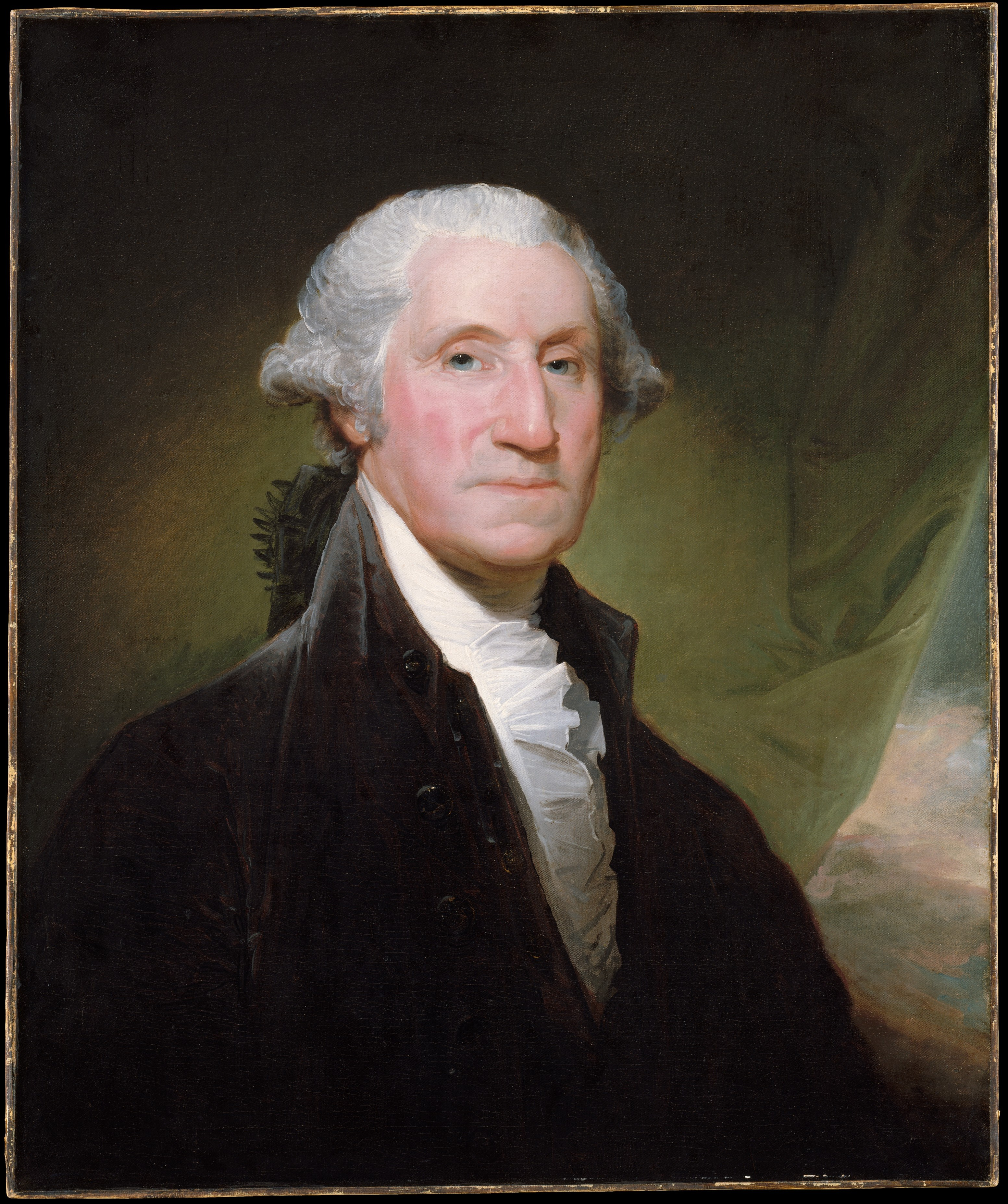

یک پرتره نمادین در اندازه واقعی از جرج واشینگتن است که توسط گیلبرت استوارت در سال ۱۷۹۶ کشیده شد. این پرتره رئیس‌جمهور ۶۴ ساله ایالات متحده را در آخرین سال ریاست جمهوری خود به تصویر می‌کشد. این پرتره هدیه ای به ویلیام پتی، نخست‌وزیر بریتانیا بود.
استوارت سه نسخه از این پرتره و همچنین پنج پرتره که ارتباط نزدیکی با آن داشتند، کشید. در سال ۲۰۰۱، برای جلوگیری از فروش قریب‌الوقوع پرتره اصلی توسط لرد هری دلنسی در حراج او در ساتبیز، نگارخانه ملی پرتره مؤسسه اسمیتسونین در واشینگتن دی سی آن را به مبلغ ۲۰ میلیون دلار با کمک‌های مالی بنیاد دونالد دبلیو رینولدز خریداری کرد. مالکیت این تابلو از سال ۱۷۹۶ در اختیار آمریکایی‌ها و انگلیسی‌ها بوده است.

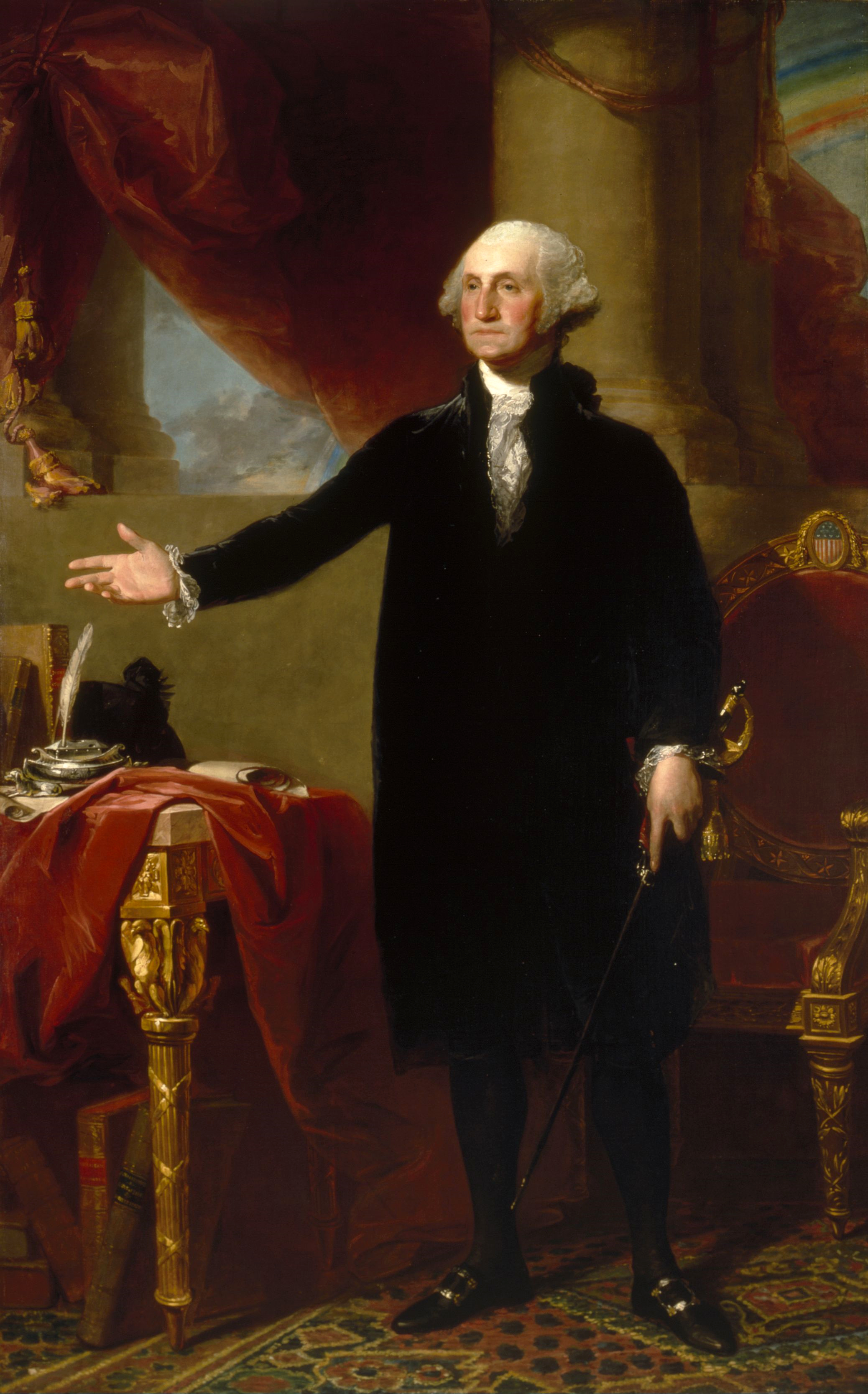
Lansdowne portrait of جرج واشینگتن،  ۱۷۹۷-->
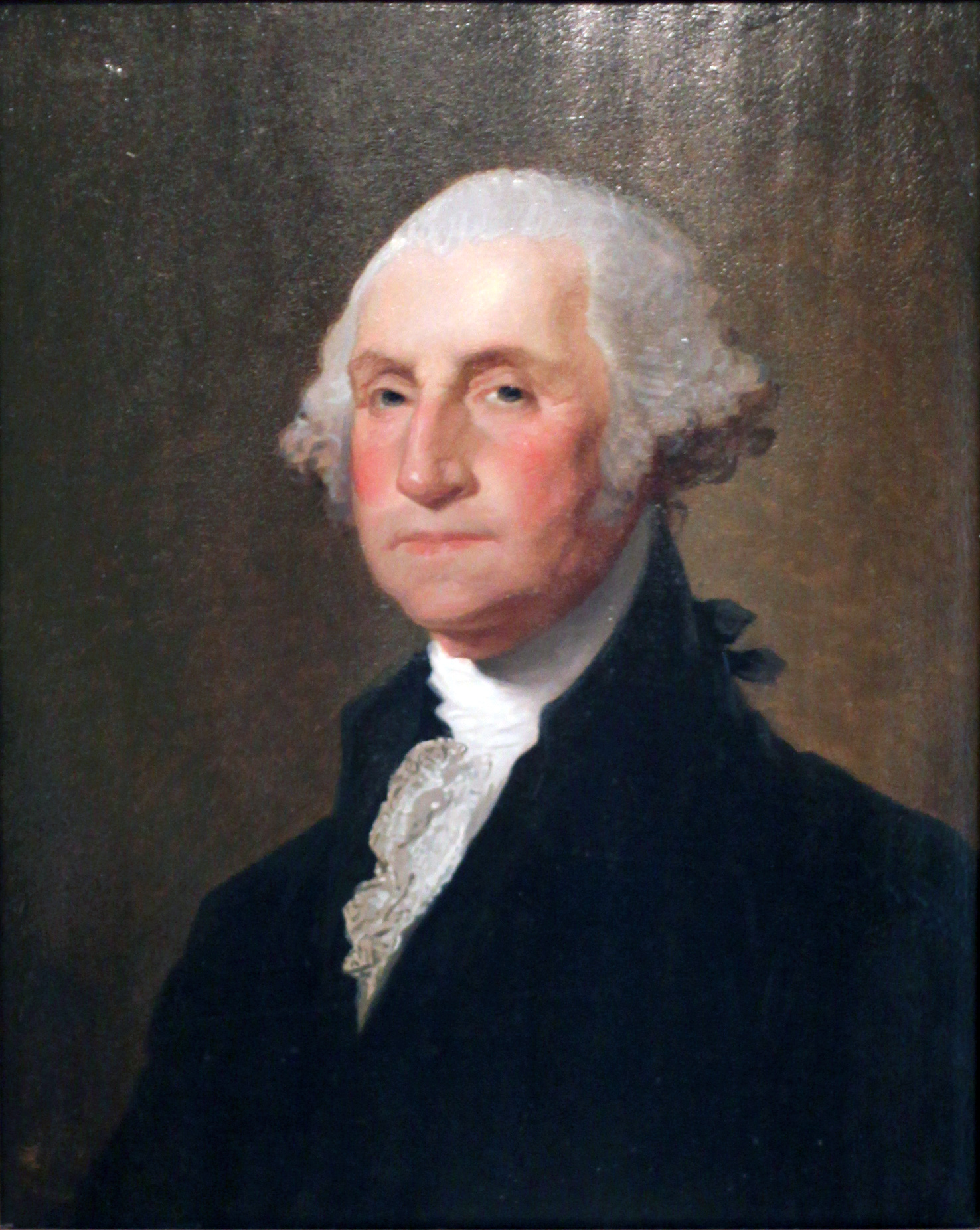
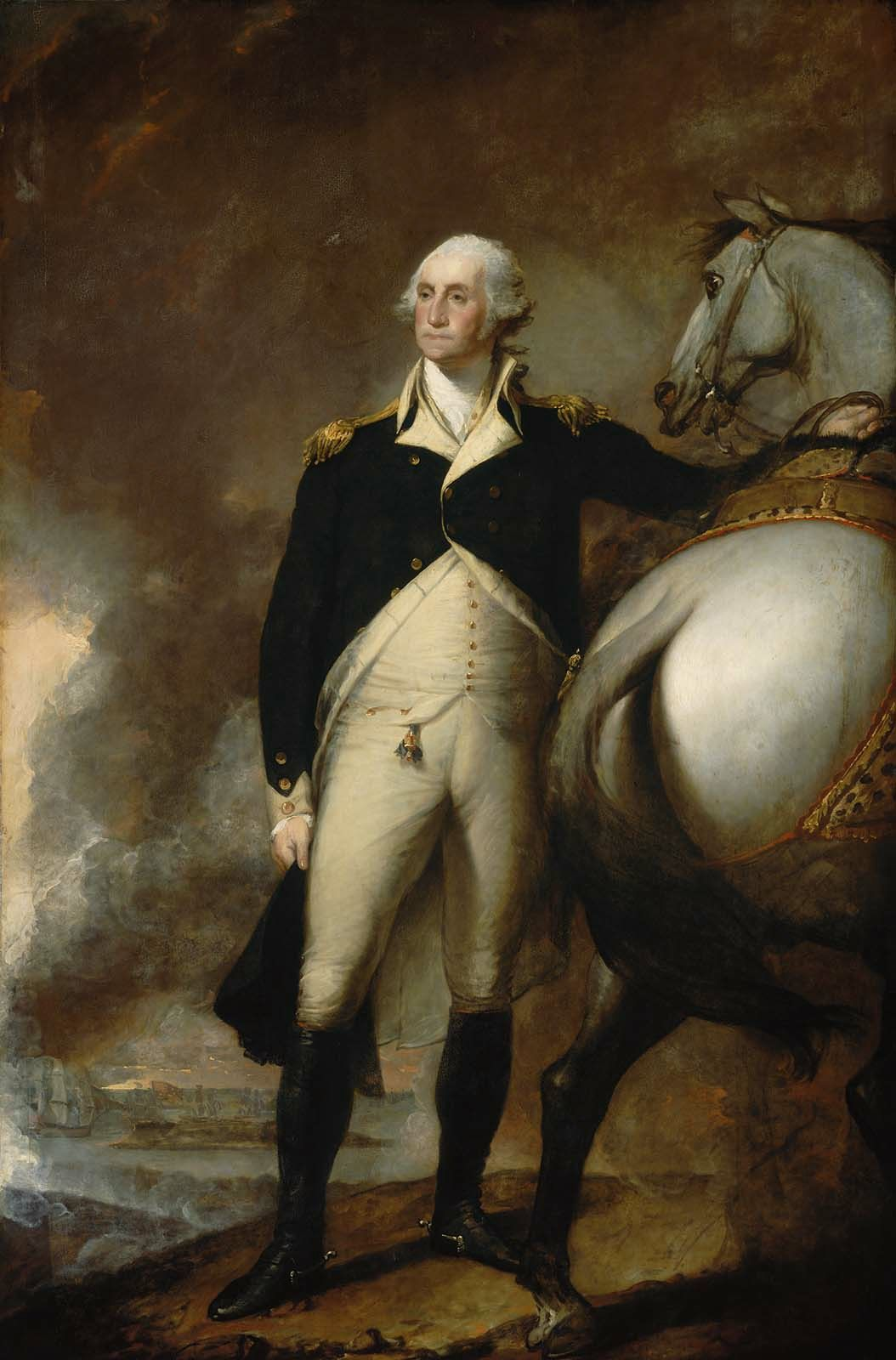
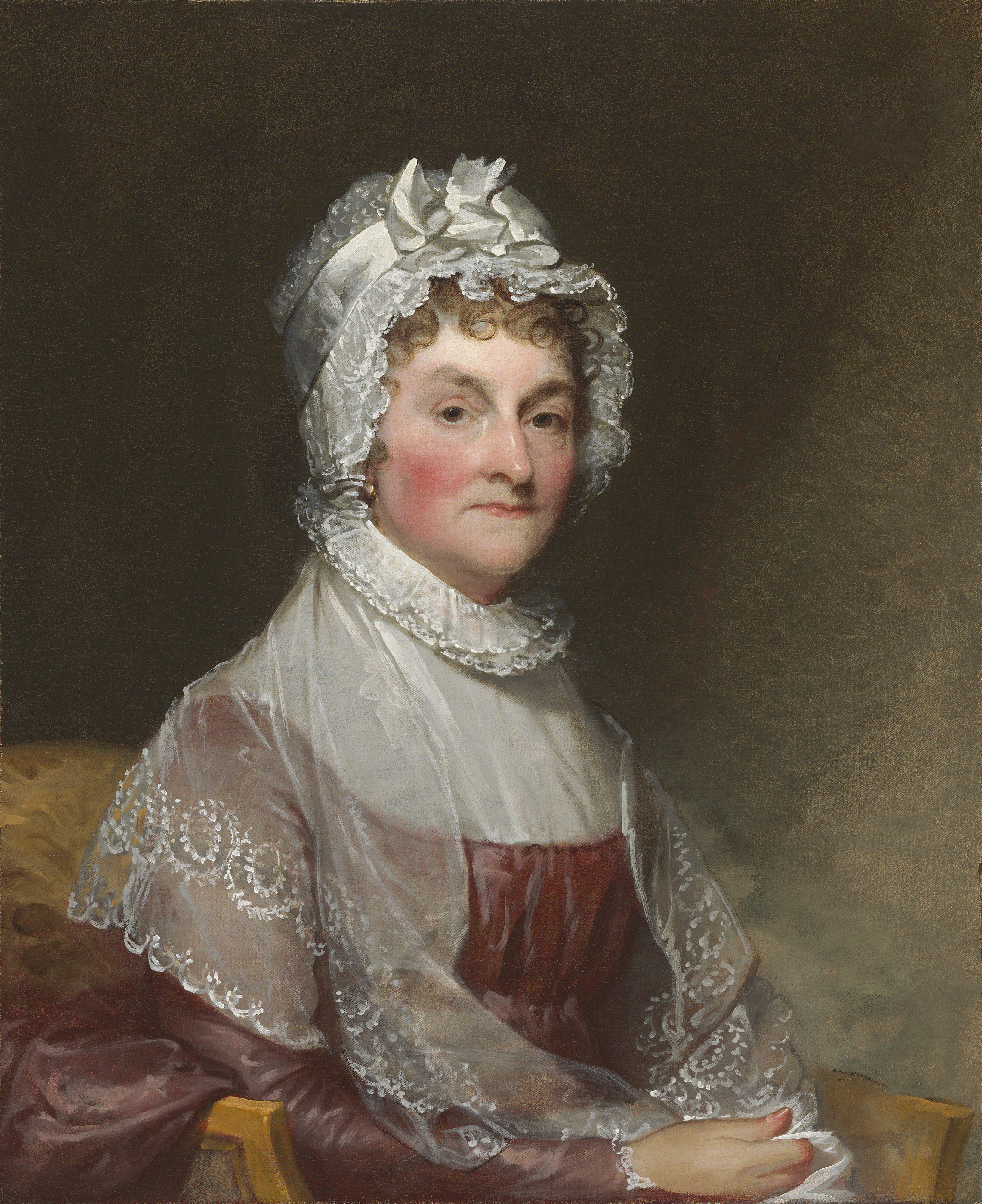
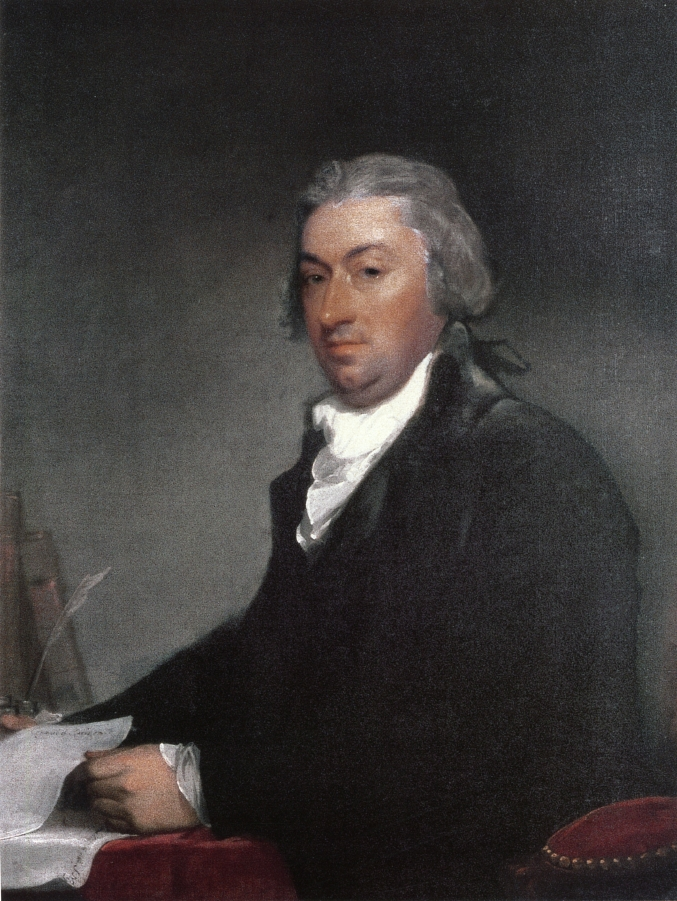
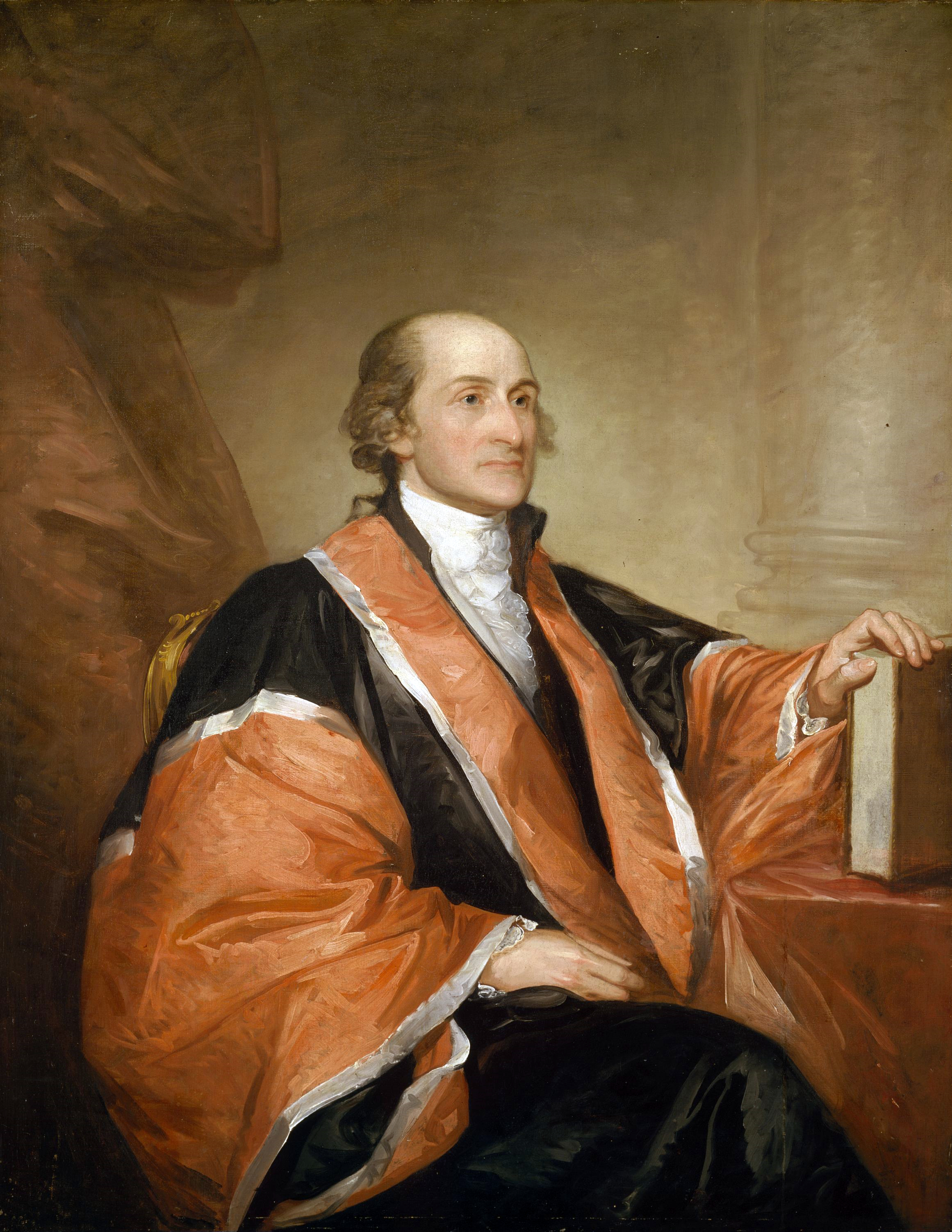
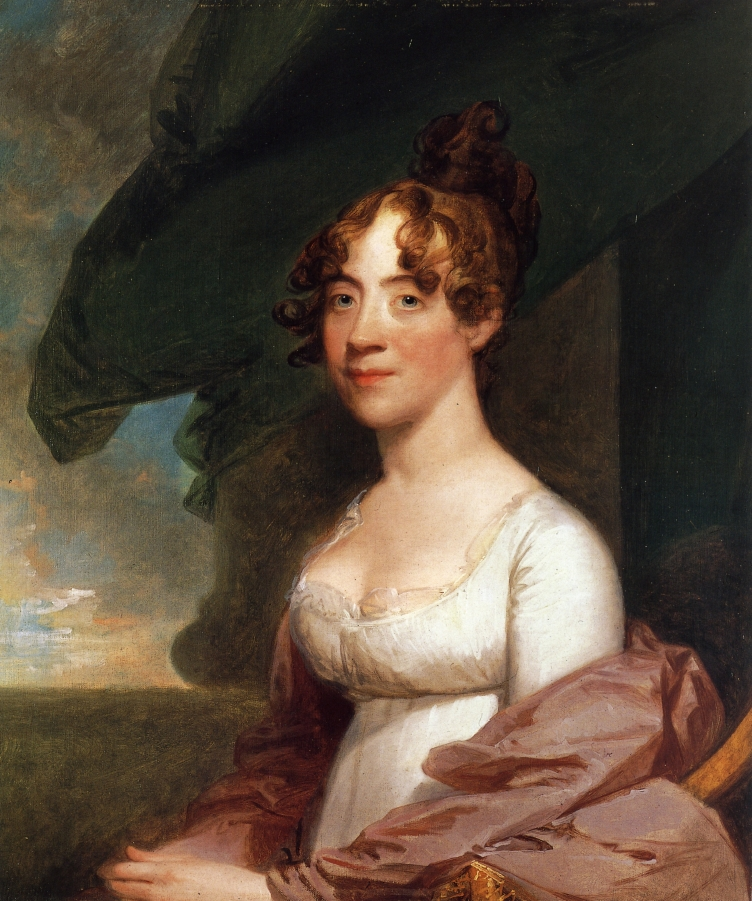
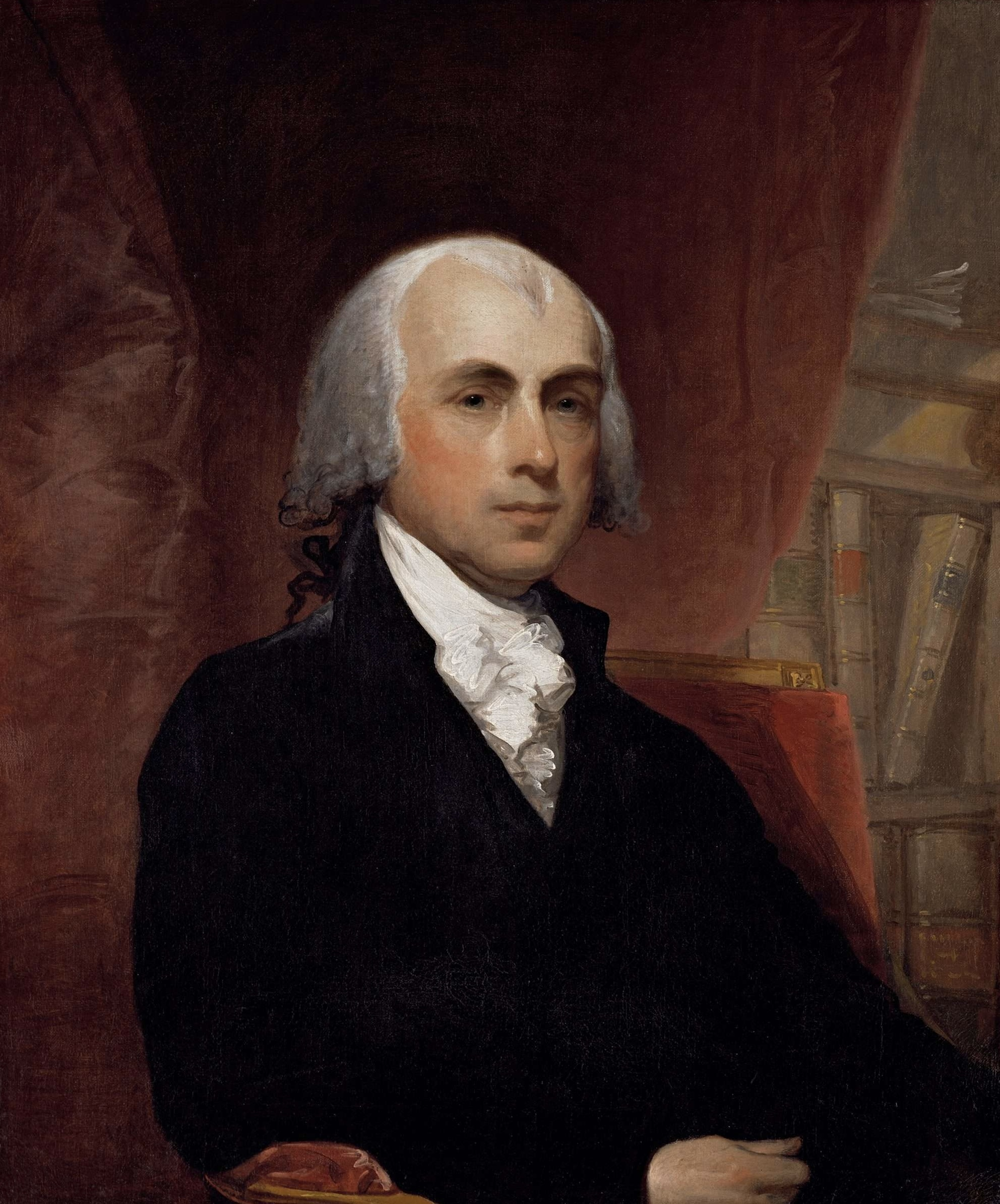
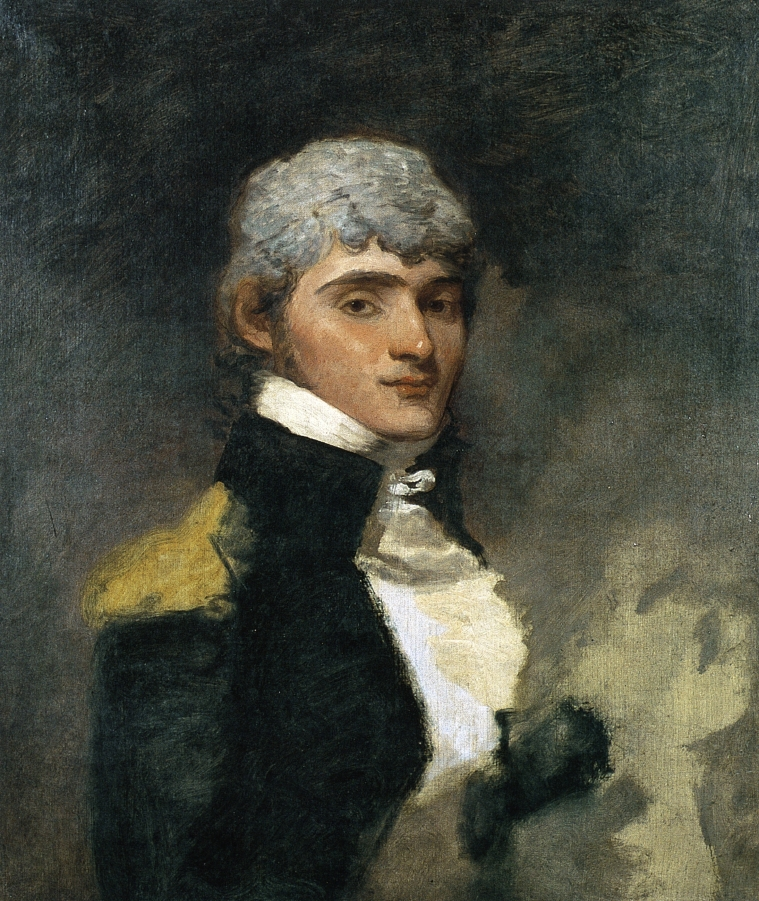
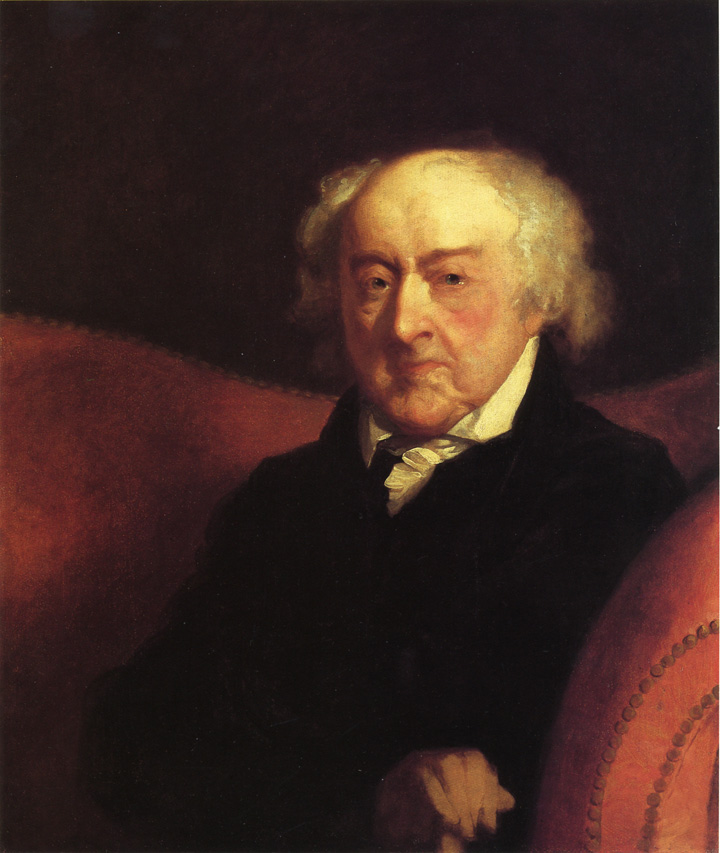
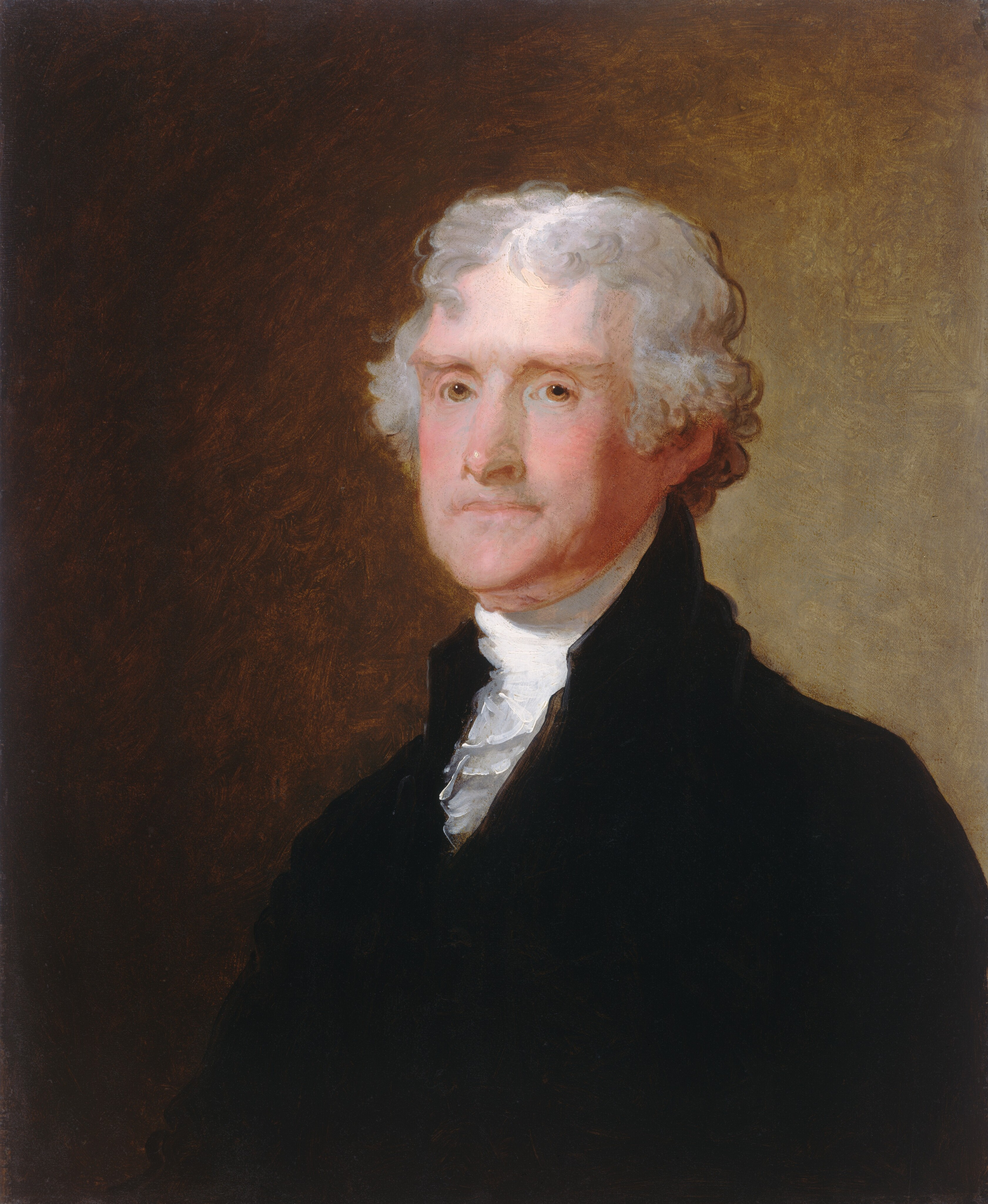
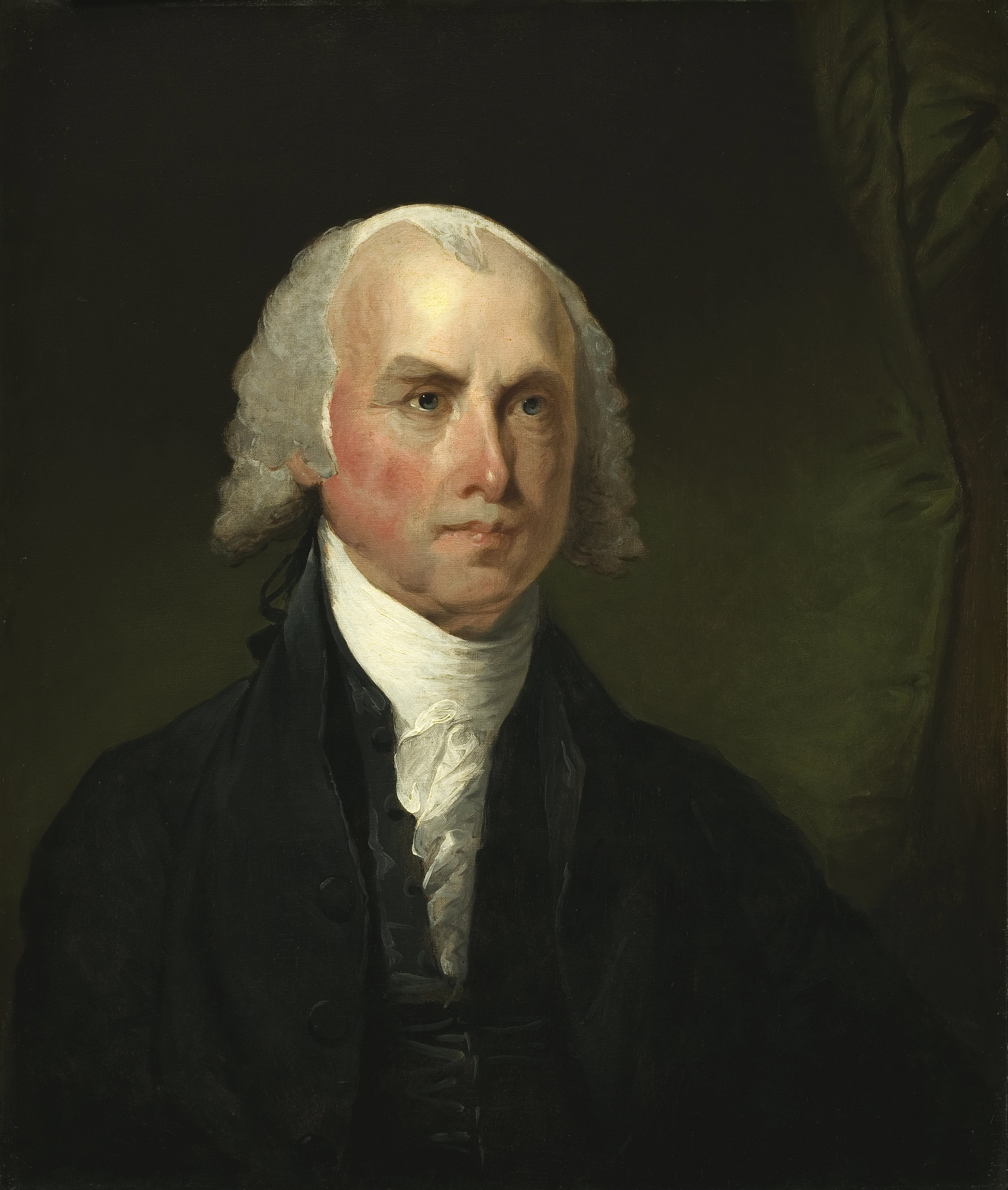
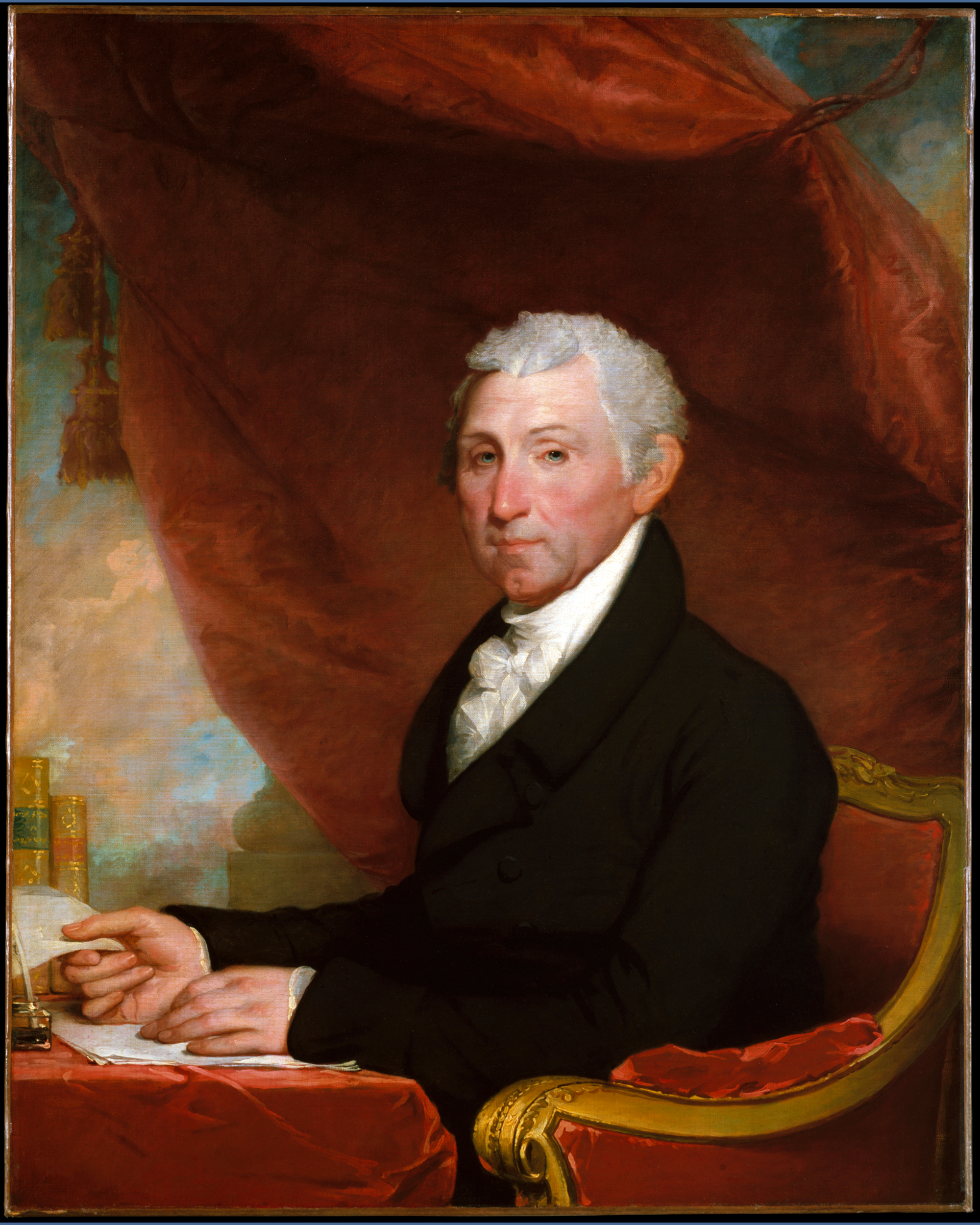
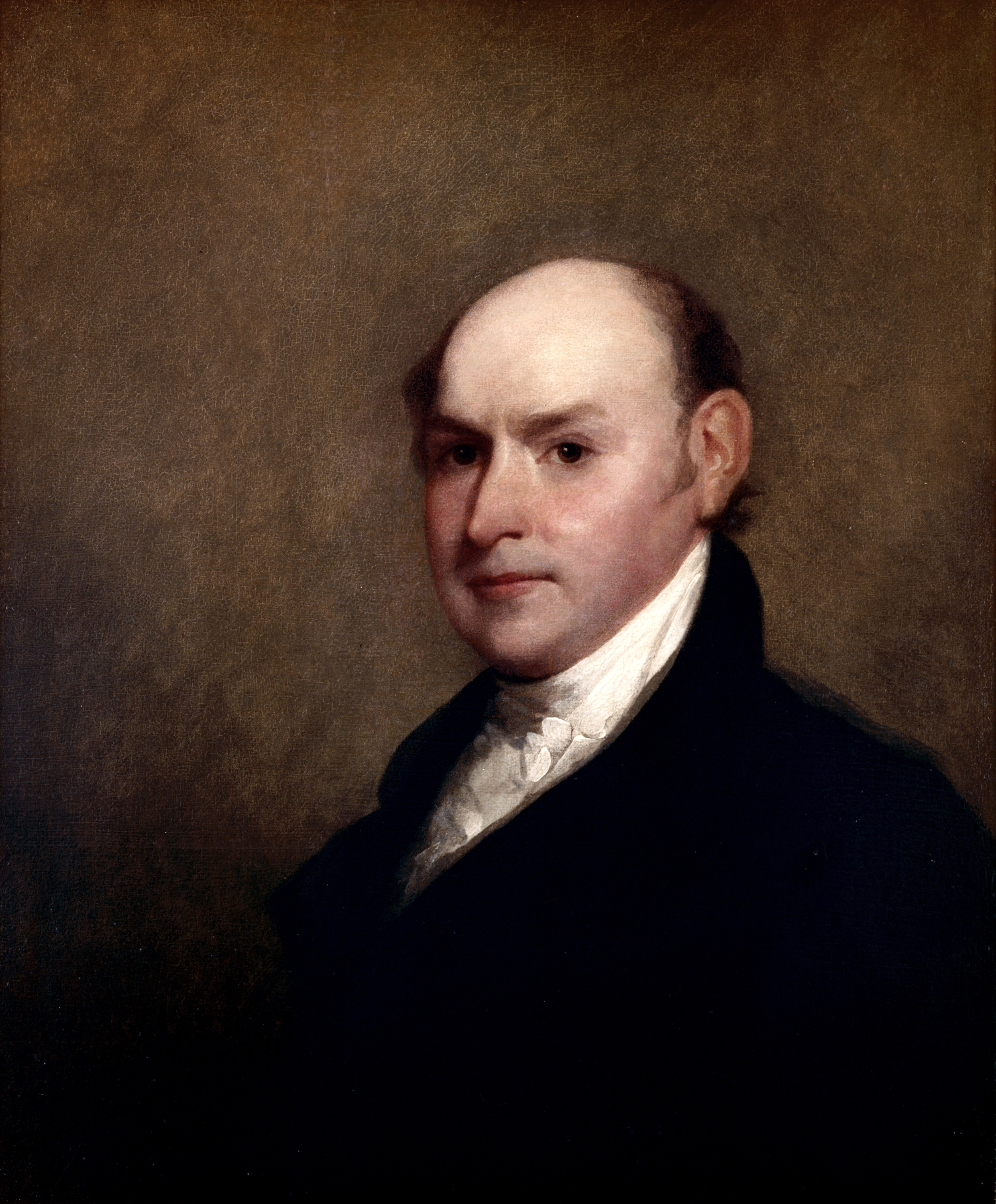
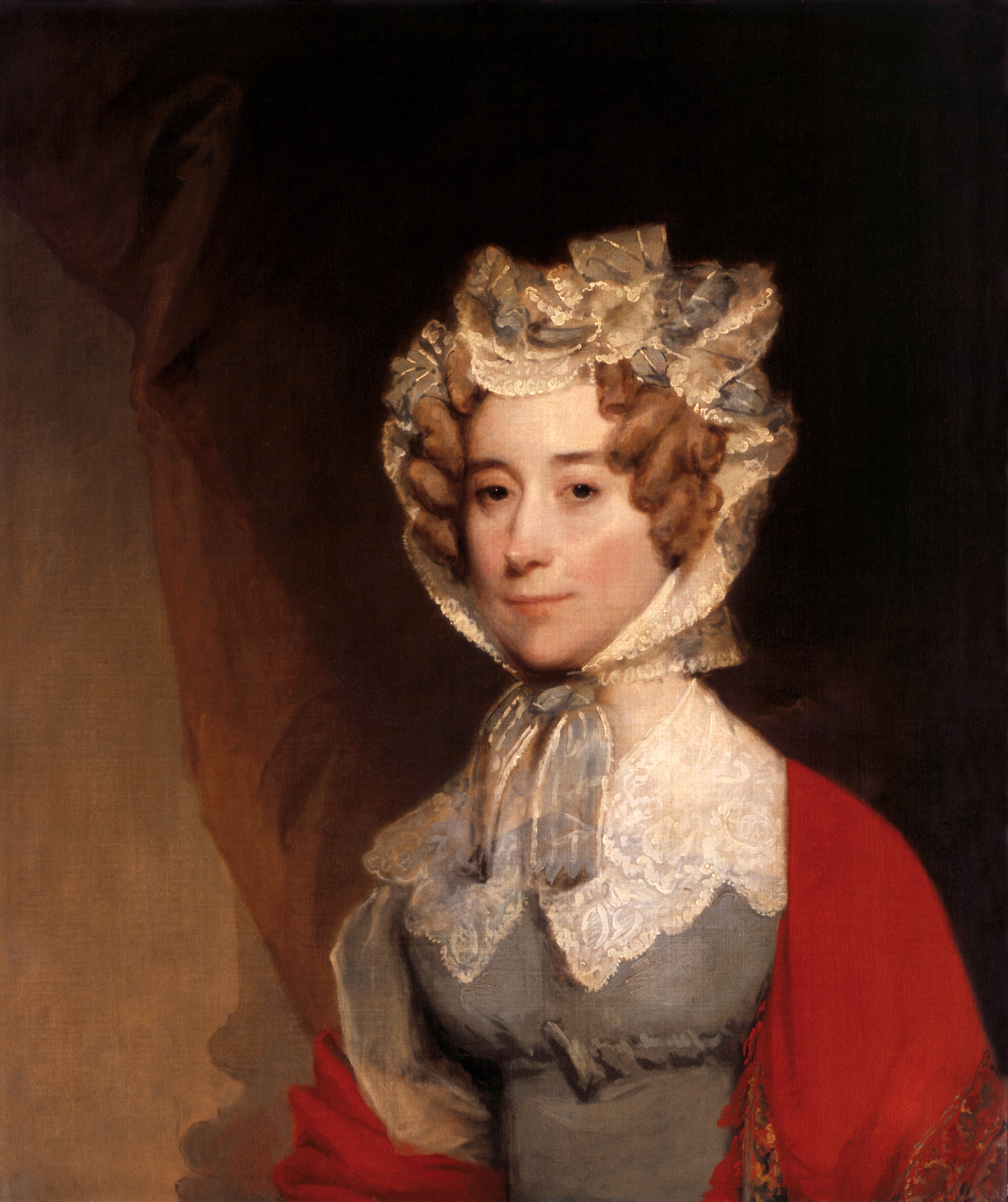
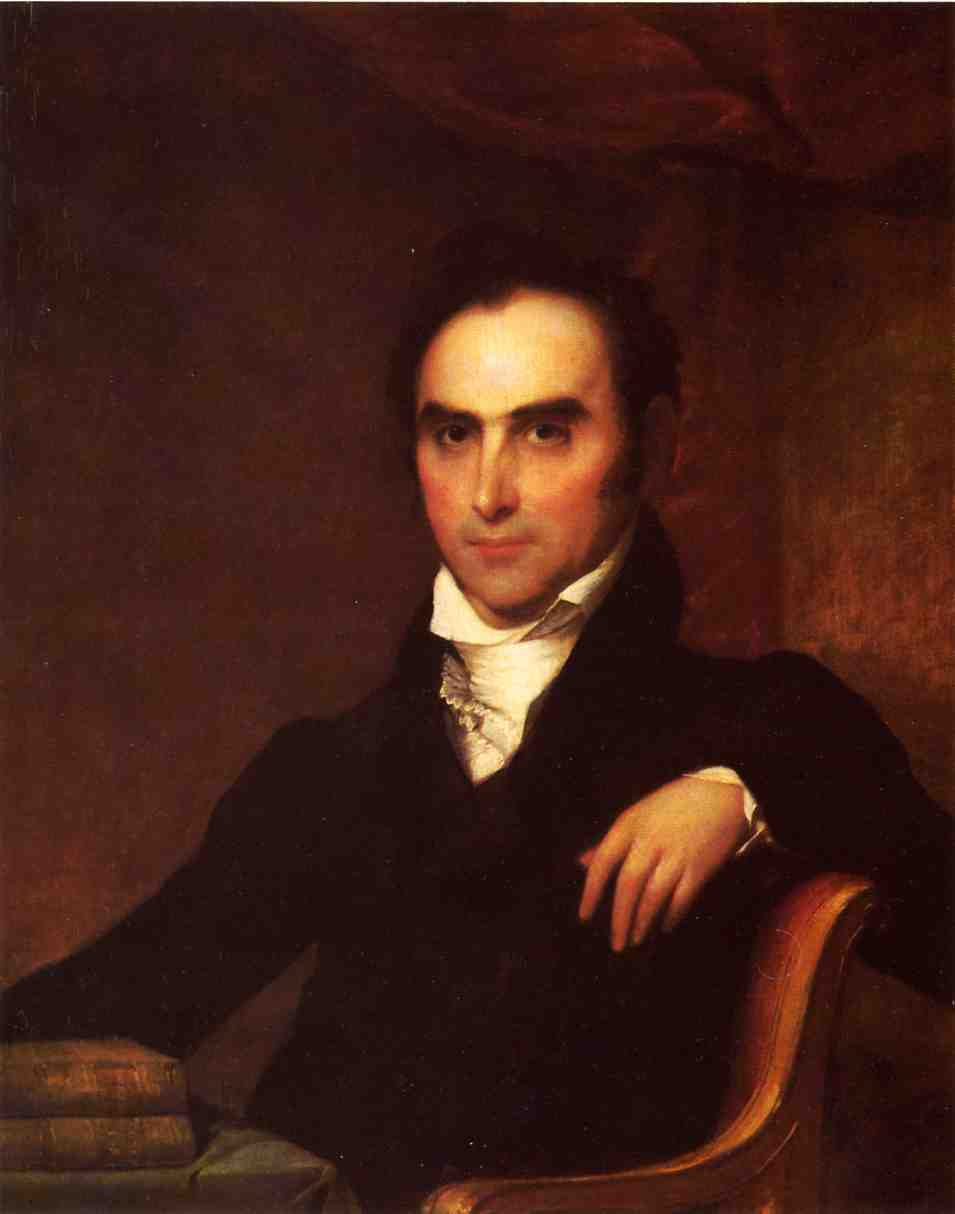
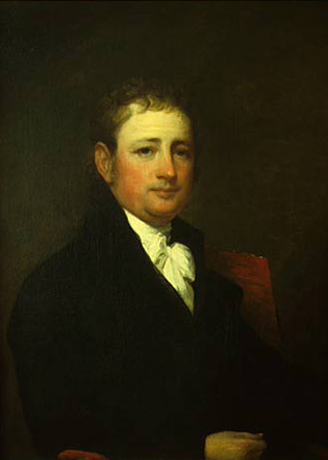
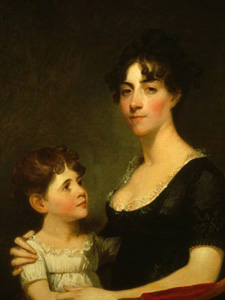
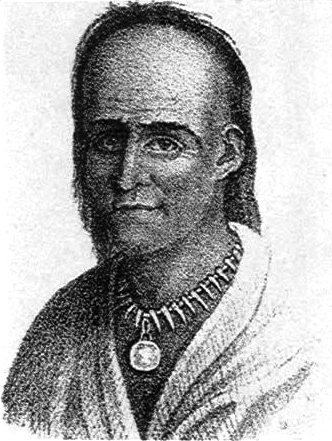
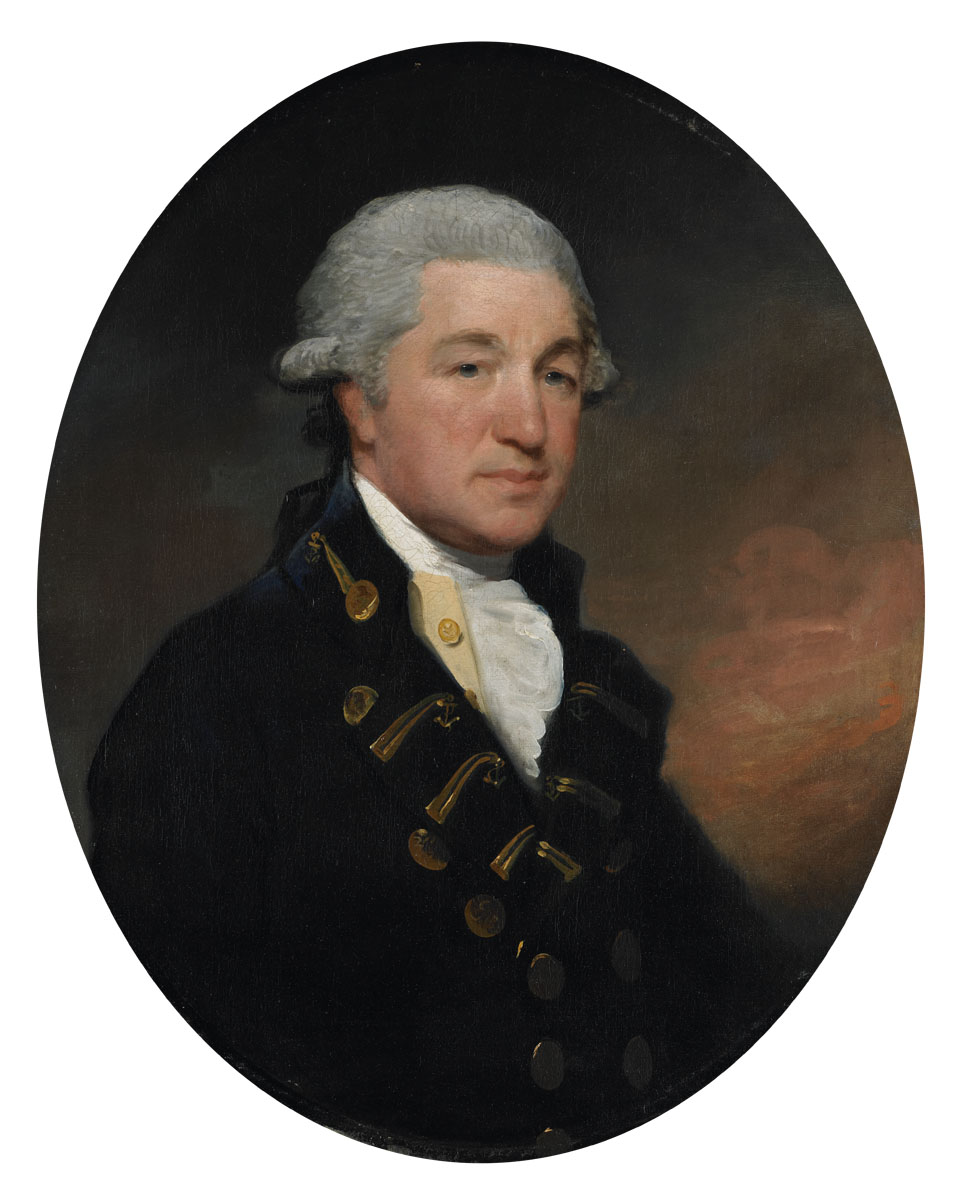
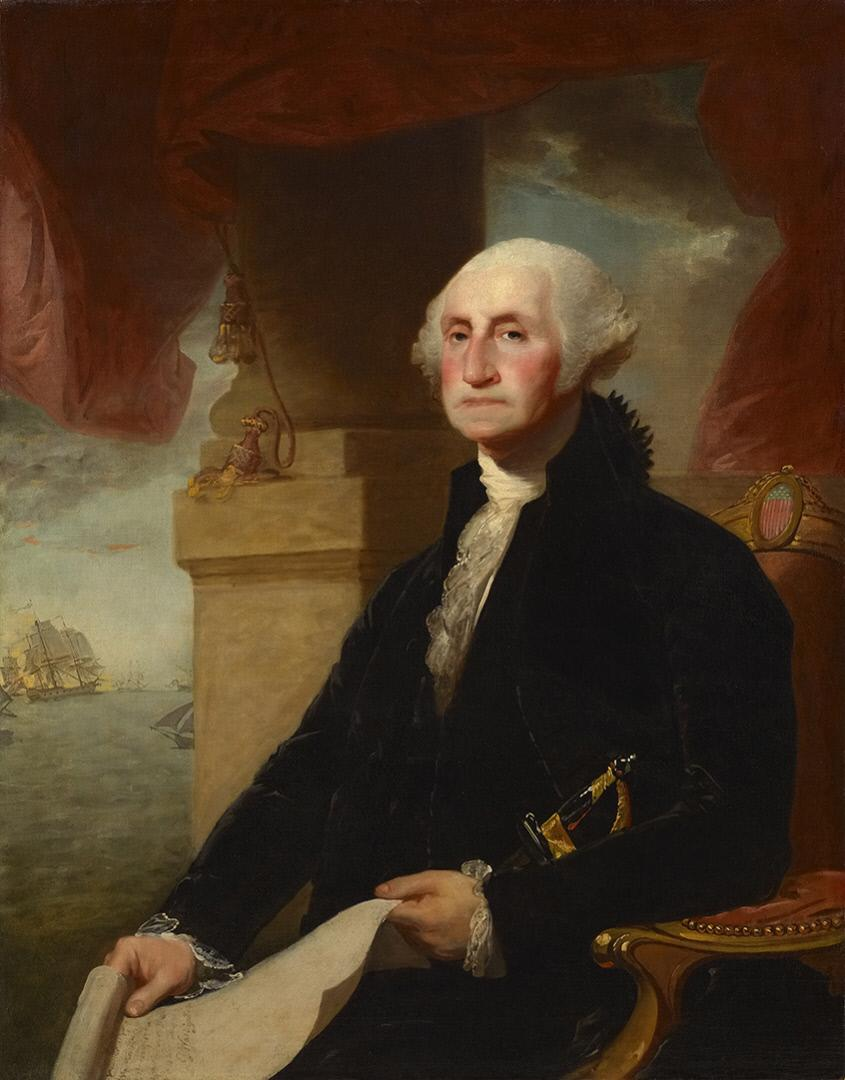
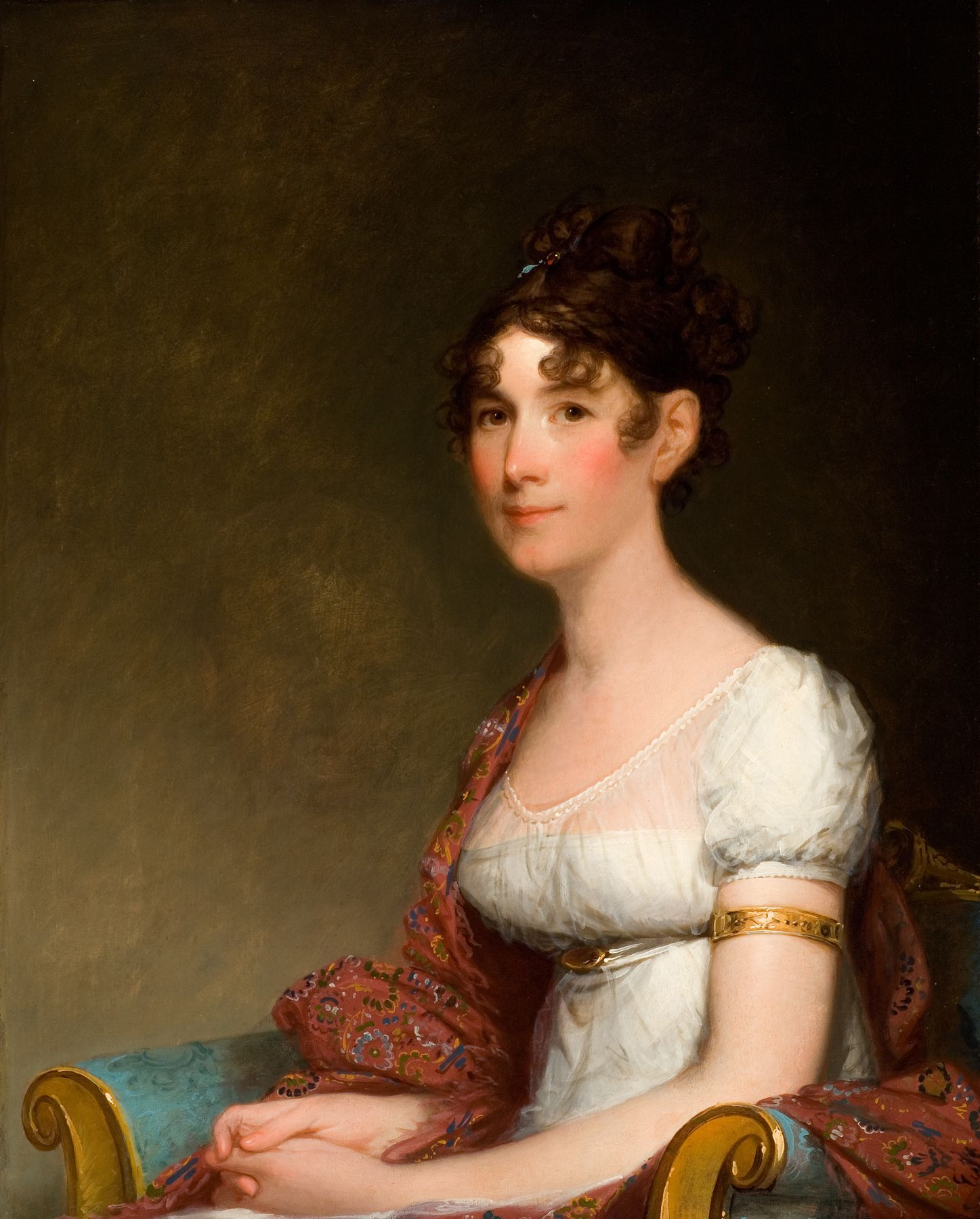
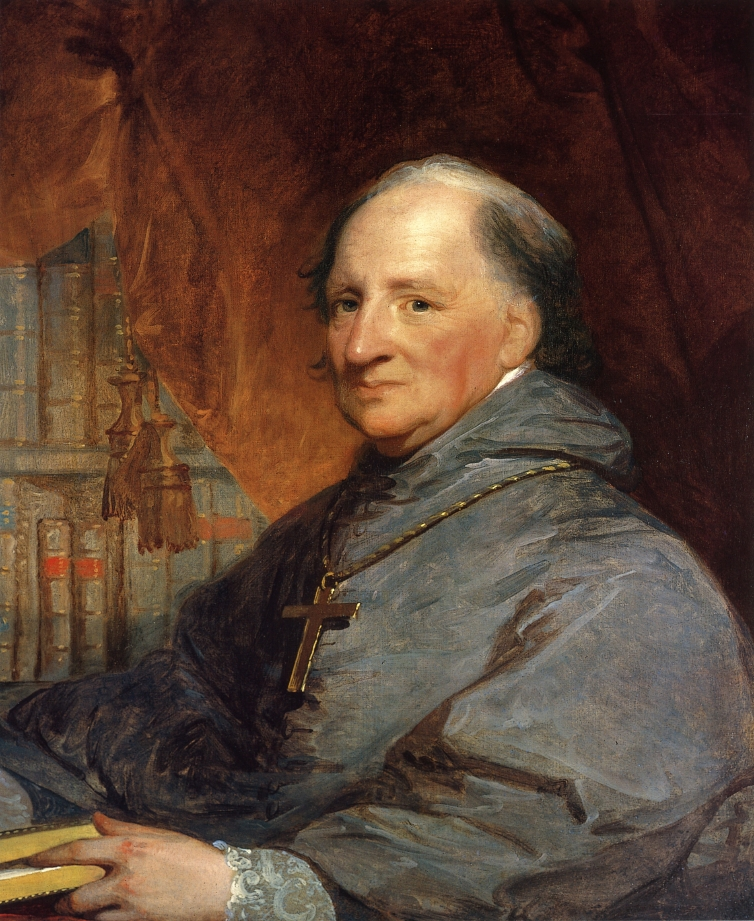